# Угли (Струго-Красненський район)
Угли (рос. Углы) — присілок в Струго-Красненському районі Псковської області Російської Федерації.
Населення становить 41 особу. Входить до складу муніципального утворення Новосельська волость.

## Історія
Від 2015 року входить до складу муніципального утворення Новосельська волость.

## Населення
| 2001 | 2002 | 2010 | 2011 |
| ---- | ---- | ---- | ---- |
| 69   | ↘66  | ↘35  | ↗41  |